# Elezioni generali in Argentina del 2023
Le elezioni generali in Argentina del 2023 si sono svolte il 22 ottobre (I turno) per eleggere il Presidente della Repubblica, nonché parte del Congresso nazionale (metà dei deputati e un terzo dei senatori).
Poiché al primo turno delle elezioni presidenziali, nessuno dei due candidati ha ottenuto la quota richiesta di voti per essere eletto al primo turno, un ulteriore turno di votazione si è tenuto il 19 novembre, da cui, svoltosi il conseguente secondo spoglio elettorale, il candidato Javier Milei, precedentemente giunto secondo al primo turno, è risultato vincitore con il 55,65% dei voti.
Il presidente uscente, Alberto Fernández, così come la vicepresidente uscente, Cristina Fernández de Kirchner, pur potendo, non si sono presentati per una rielezione.

## Sistema elettorale

### Disposizioni generali
Il voto in Argentina è permesso ai cittadini a partire dai 16 anni di età. Tuttavia, mentre gli individui minorenni non hanno l’obbligo di andare a votare, tutti i cittadini maggiorenni (a partire dai 18 anni) sono invece vincolati da tale norma, salvo per eventuali motivi comprovati ed accettati dalla legge, pena il pagamento di una multa. Al raggiungimento dei 70 anni, tuttavia, l’obbligo decade anche per i cittadini maggiorenni.
Nel paese, inoltre, non esistono vere e proprie schede elettorali, ma vengono consegnate diverse carte, pre-stampate dai partiti, con i nomi dei candidati che, una volta consegnate, sono inserite in delle buste di carta da porre nelle urne.
In questo modo, ogni scheda ("boleta", in spagnolo) potrà anche avere, con una lunghezza di quasi un metro, più candidati per i vari tipi di elezione. L’elettore potrà dunque tagliare la carta e votare tutti i candidati proposti per ciascuna elezione o anche esprimere un voto disgiunto.

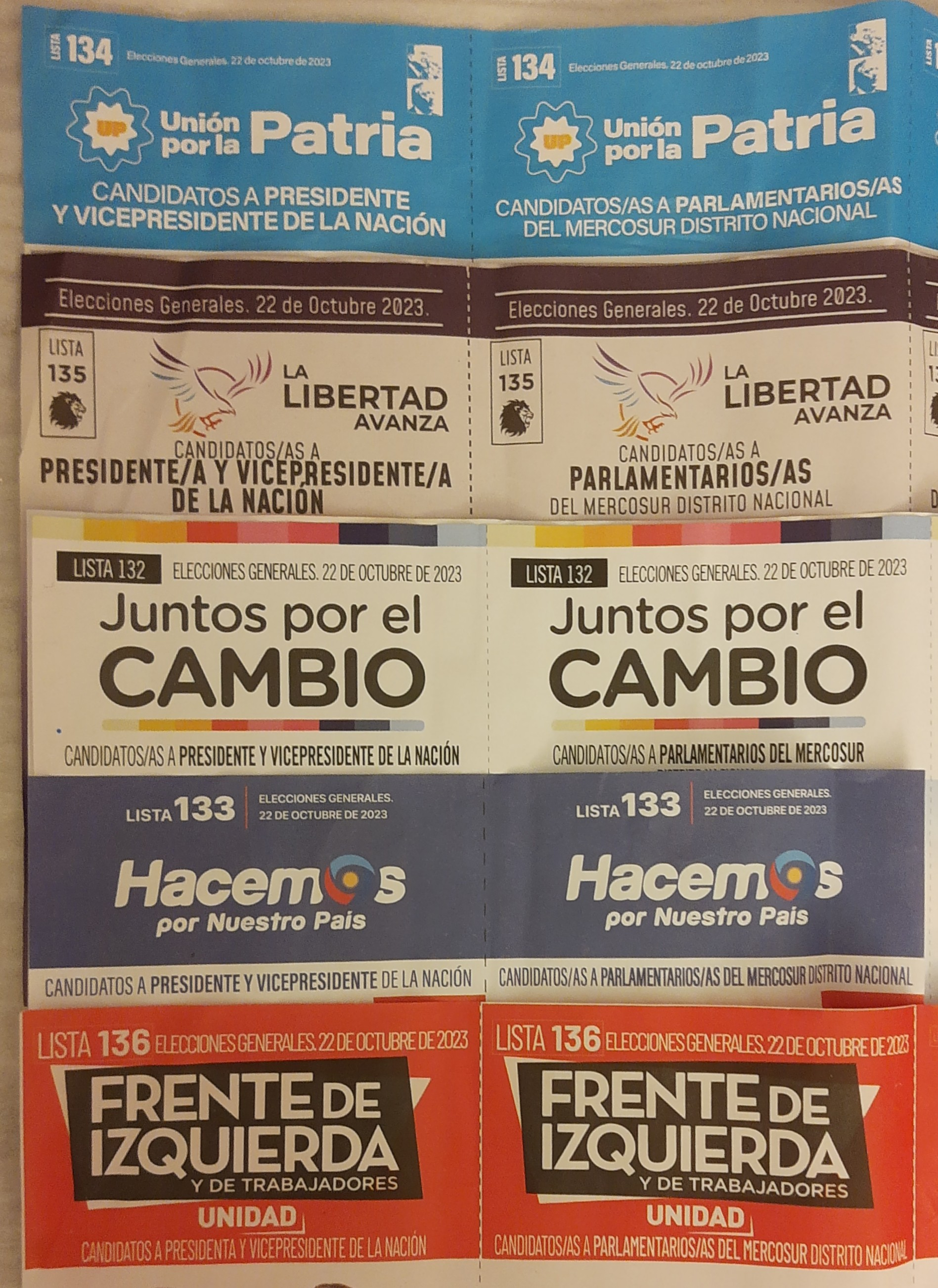
Alcune carte elettorali

### Presidenziali
La legge elettorale per le elezioni presidenziali, definita dalla riforma costituzionale del 1994 agli Art. 97-98, prevede un sistema maggioritario a doppio turno modificato: Per essere eletti, infatti, non è necessaria la maggioranza assoluta, bensì il 45% dei voti, o anche solo il 40% se si ha un vantaggio di almeno 10 punti percentuali sul secondo candidato. Se ciò non avviene, si attua un secondo turno di votazione.

### Congressuali

#### Camera dei Deputati
La Camera dei Deputati, che rinnova la metà dei componenti ogni due anni, elegge i suoi membri secondo un sistema proporzionale attuato in 24 collegi plurinominali, corrispondenti alle province nazionali.
I seggi sono, in seguito, assegnati tramite il metodo D'Hondt. È prevista una soglia di sbarramento del 3%.

#### Senato
Il Senato, che invece rinnova un terzo dei componenti ogni due anni, elegge i suoi membri secondo un sistema maggioritario limitato attuato nei medesimi 24 collegi plurinominali, corrispondenti alle province nazionali. In questo caso, poiché ognuna di queste elegge tre senatori, la legge elettorale afferma che la formazione che ottenga più voti riceva due seggi, mentre l’ultimo seggio sia assegnato al partito giunto secondo in quella determinata zona.

## Primarie

### Alleanze e partiti
Per poter accedere all'elezione generale, tutti i candidati e le formazioni politiche devono ottenere più dell’1,5% dei voti nelle cosiddette “elezioni primarie aperte” (Primarias, Abiertas, Simultáneas y Obligatorias - PASO), il cui scòpo è quello di selezionare il candidato di ciascuna coalizione e “scremare” la scena politica.
Le alleanze elettorali hanno potuto registrarsi presso la “Giustizia Elettorale” fino al 14 giugno. Alla scadenza, sono risultate iscritte sei formazioni:
- Unione per la Patria (UxP): Rappresenta il governo uscente di Alberto Fernández e l’ideologia centrale è il peronismo. Fanno parte dell'alleanza ben 17 partiti nazionali;

- Insieme per il Cambiamento (JxC): rappresenta l’idea politica repubblicana, liberale e conservatrice di Mauricio Macri, ed è formata da 7 partiti nazionali;

- La Libertà Avanza (LLA): rappresenta le idee di libertarismo e di anti-politica. Quattro partiti nazionali e numerosi partiti regionali fornano l'alleanza;

- Facciamo per il Paese (HxNP): alleanza peronista e socialista di tre partiti, che riafferma il federalismo;

- Fronte di Sinistra e dei Lavoratori - Unità (FIT-U): alleanza di 7 partiti di sinistra;

- Fronte Liberare (Liber.AR): una alleanza di tre piccoli partiti liberali di Buenos Aires.

Il 24 giugno, invece, è stato l'ultimo giorno per presentare candidature per le alleanze e anche per i partiti che non si sono ascritti ad alcuna coalizione. Alla scadenza, sono risultate iscritte nove formazioni minori:
- Princìpi e Valori (PyV): partito peronista;

- Progetto Giovane (PJo): partito di sinistra. In quest’ultimo, parteciperà anche la prima candidata transgender alla presidenza di un paese dell'America Latina;

- Movimento Sinistra Gioventù Dignità (MIJD): coalizione che presenta candidati sia di estrema sinistra che di estrema destra;

- Liberi del Sud (LdS): partito di sinistra;

- Politica Lavoratrice (PO): partito di sinistra;

- Movimento al Socialismo (MAS): partito di sinistra;

- Fronte Patriota Federale (FPF): partito di estrema destra;

- Azione Locale (AL): partito di centro;

- Unione del Centro Democratico (UCeDé): partito liberale.

### Galleria di alcuni candidati presidenziali

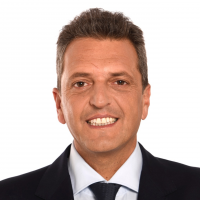
Sergio Massa (UxP)
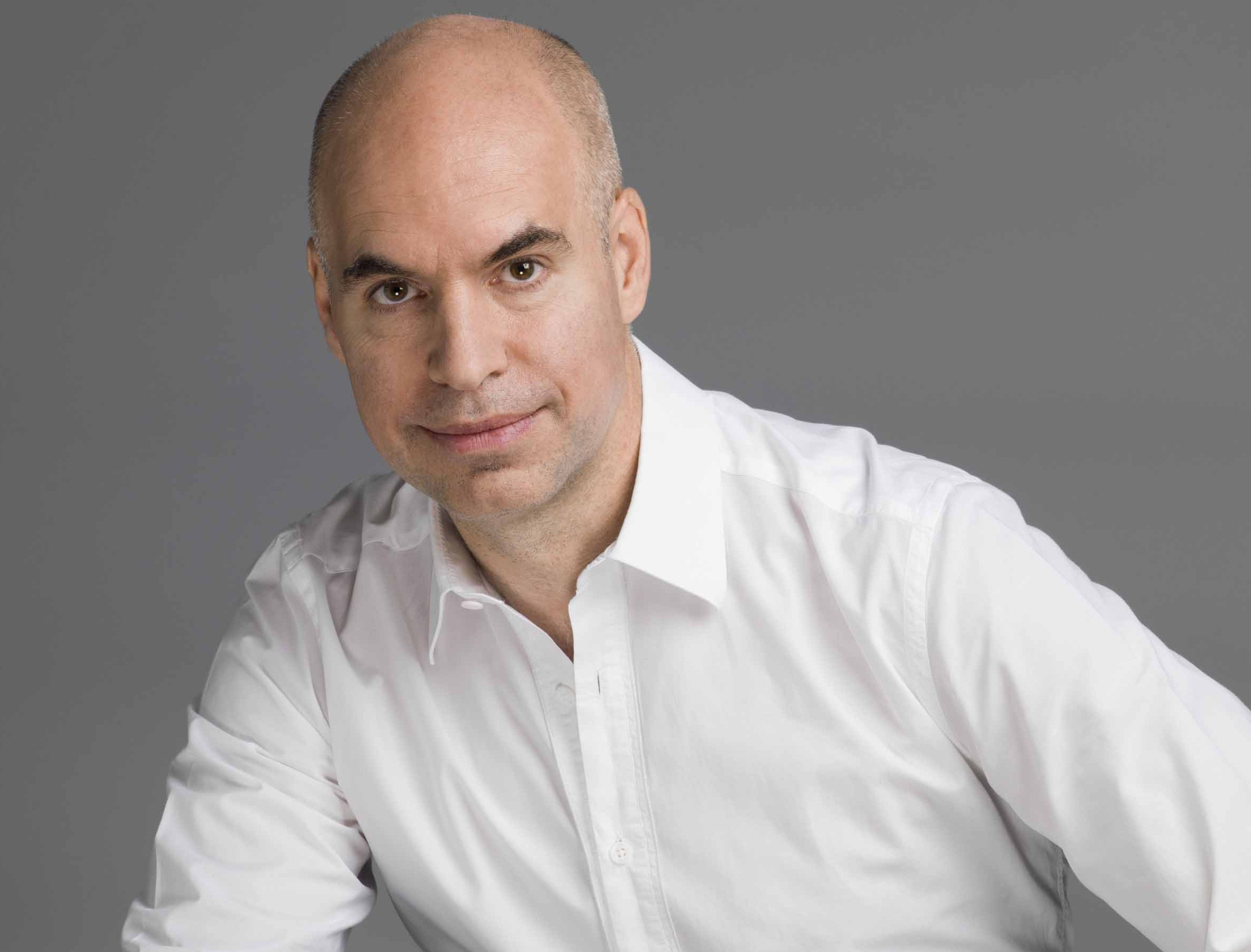
Horacio Rodríguez Larreta (JxC)
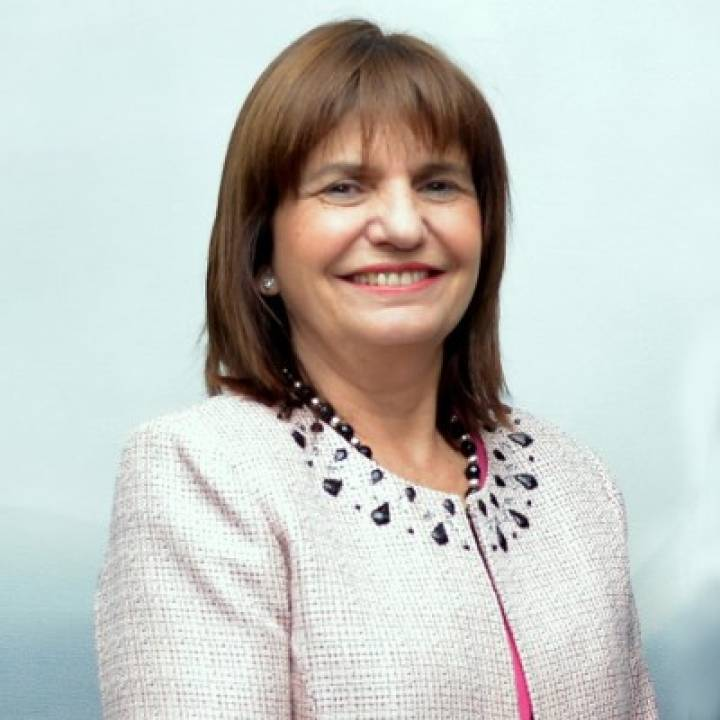
Patricia Bullrich (JxC)
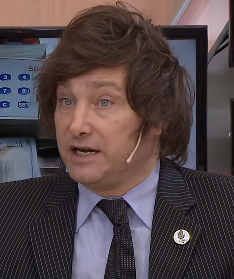
Javier Milei (LLA)
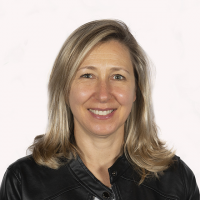
Myriam Bregman (FIT-U)
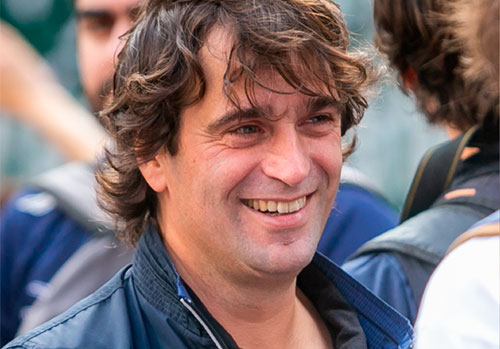
Gabriel Solano (FIT-U)
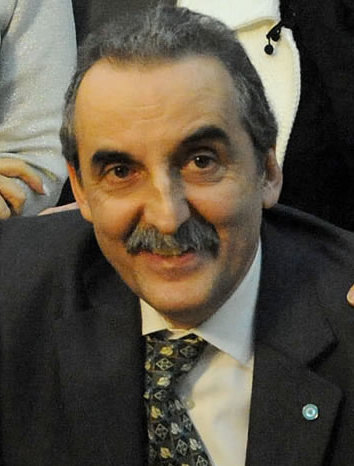
Guillermo Moreno (PyV)
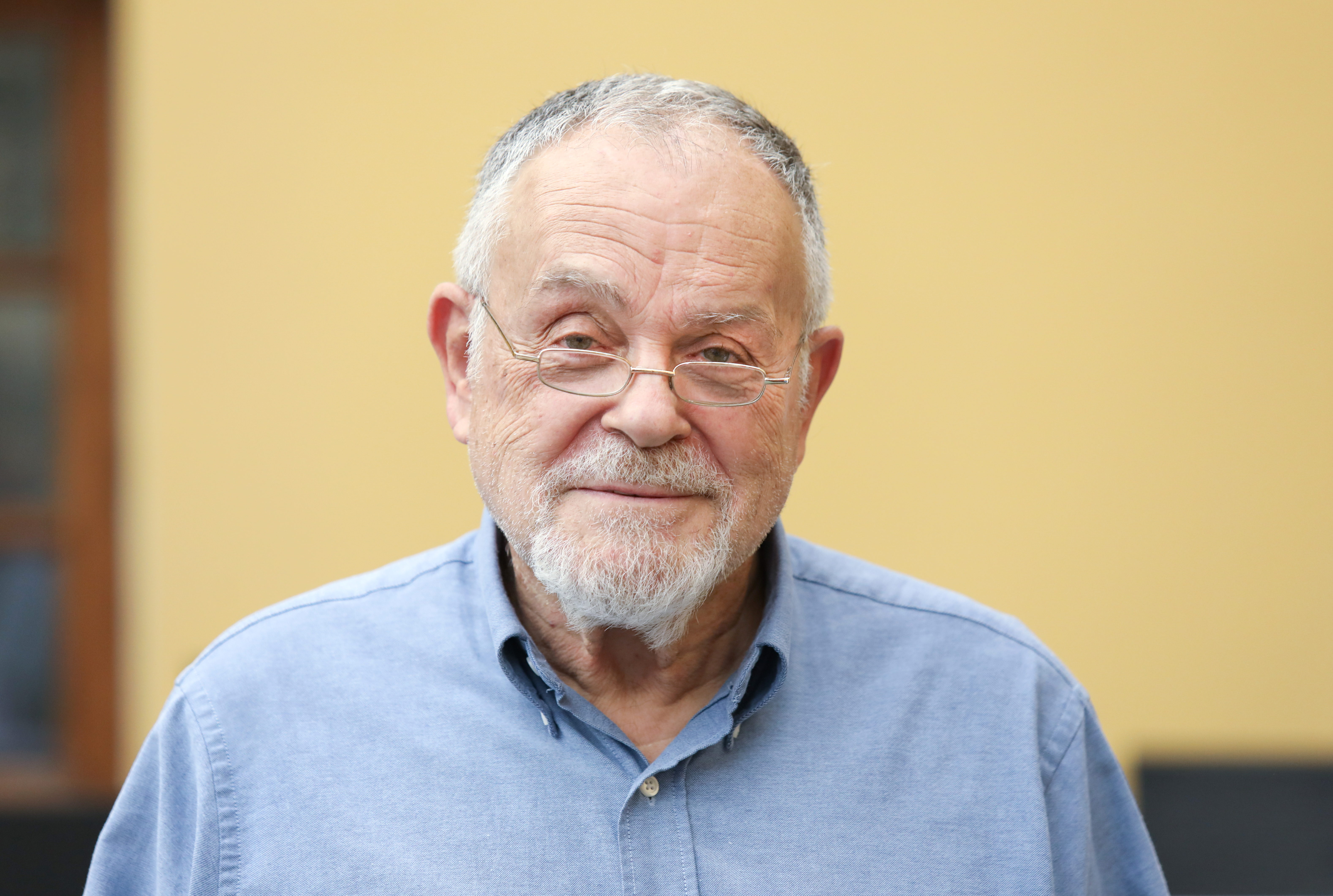
Mempo Giardinelli (PJo)
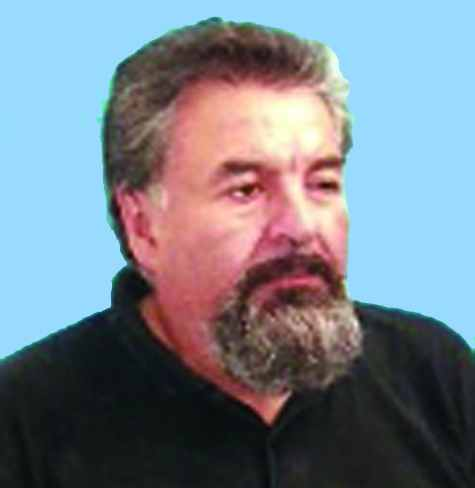
Raúl Castells (MIJD)
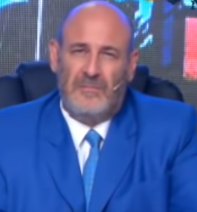
Santiago Cúneo (MIJD)
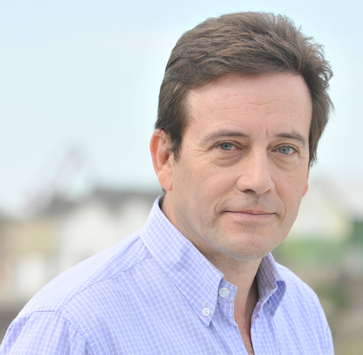
Marcelo Ramal (PO)
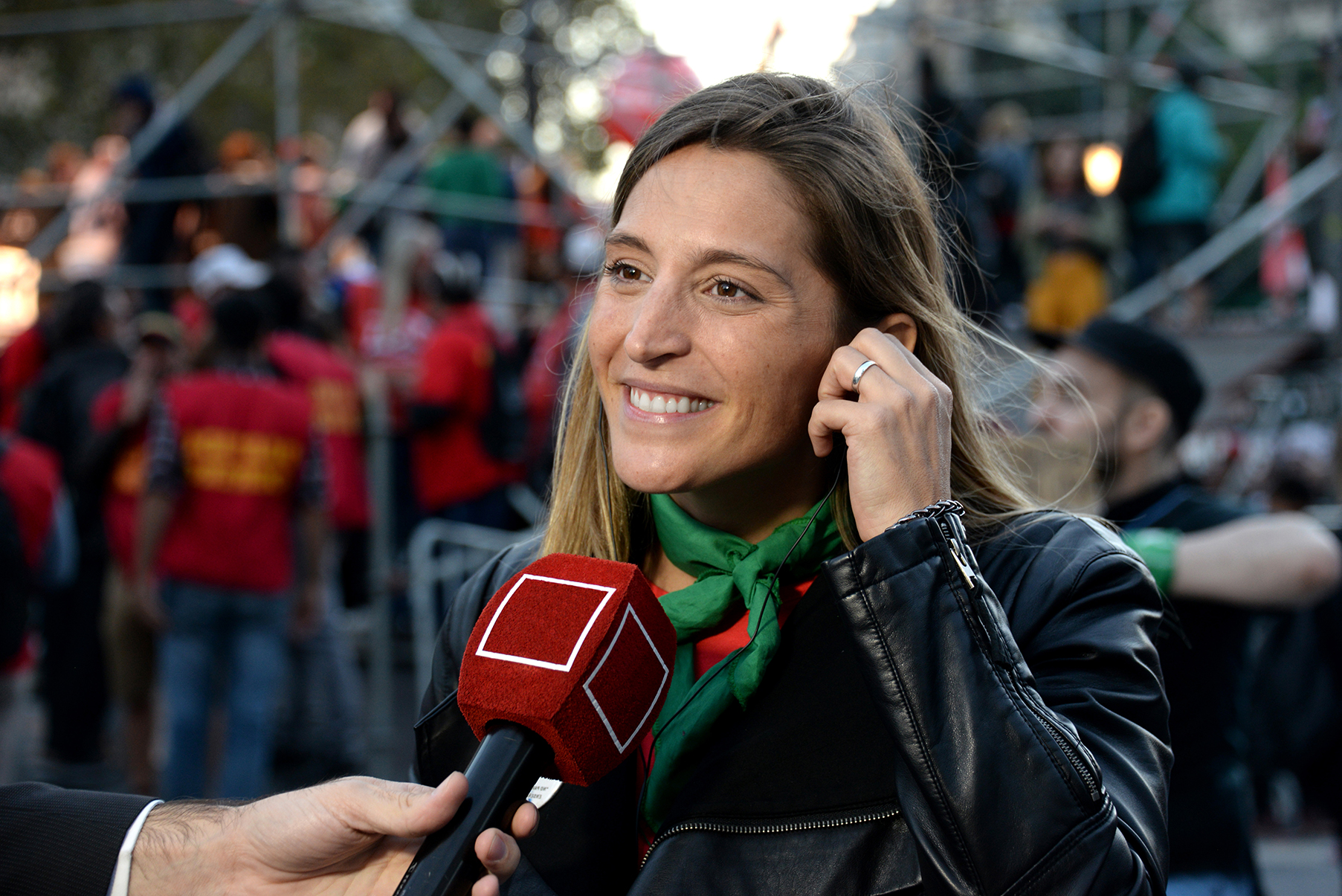
Manuela Castañeira (MAS)

### Risultati delle elezioni presidenziali primarie
Il 13 agosto, giorno delle primarie, ben 26 candidati hanno conteso la propria leadership.
Tuttavia, pur essendo un obbligo per ogni candidato presentare alla giustizia tutte le carte ufficiali per le elezioni PASO in ogni provincia, alcuni candidati non lo hanno fatto, facendo si che in alcune province, come Capital Federal, Córdoba e Neuquén ci fossero meno candidati disponibili da votare.
| Partito/Alleanza                 | Partito/Alleanza                            | Pre-candidati                 | Pre-candidati                 | Posizione politica            | Voti                          | %                             | Totale voti | %     |
| Partito/Alleanza                 | Partito/Alleanza                            | Presidente                    | Vicepresidente                | Posizione politica            | Voti                          | %                             | Totale voti | %     |
| -------------------------------- | ------------------------------------------- | ----------------------------- | ----------------------------- | ----------------------------- | ----------------------------- | ----------------------------- | ----------- | ----- |
|                                  | La Libertà Avanza                           | Javier Milei                  | Victoria Villarruel           | Destra/Estrema destra         | N.D.                          | N.D.                          | 7 352 244   | 29,86 |
|                                  | Insieme per il Cambiamento                  | Patricia Bullrich             | Luis Petri                    | Destra/Estrema destra         | 4 139 566                     | 60,03                         | 6 895 941   | 28,00 |
| Horacio Rodríguez Larreta        | Insieme per il Cambiamento                  | Gerardo Morales               | Centro-destra                 | 2 756 375                     | 39,97                         |                               | 6 895 941   | 28,00 |
|                                  | Unione per la Patria                        | Sergio Massa                  | Agustín Rossi                 | Centro-destra                 | 5 277 538                     | 78,55                         | 6 719 042   | 27,28 |
| Juan Grabois                     | Unione per la Patria                        | Paula Abal Medina             | Sinistra                      | 1 441 504                     | 21,45                         |                               | 6 719 042   | 27,28 |
|                                  | Facciamo per il Nostro Paese                | Juan Schiaretti               | Florencio Randazzo            | Centro/Centro-destra          | N.D.                          | N.D.                          | 914 812     | 3,71  |
|                                  | Fronte di Sinistra e dei Lavoratori - Unità | Myriam Bregman                | Nicolás del Caño              | Sinistra/Estrema sinistra     | 451 275                       | 70,21                         | 642 773     | 2,61  |
| Gabriel Solano                   | Fronte di Sinistra e dei Lavoratori - Unità | Vilma Ripoll                  | Estrema sinistra              | 191 498                       | 29,79                         |                               | 642 773     | 2,61  |
|                                  | Principi e Valori                           | Guillermo Moreno              | Leonardo Fabre                | Centro                        | 189 756                       | 97,73                         | 194 160     | 0,79  |
| Eliodoro Martínez                | Principi e Valori                           | Vicente Souto                 | Sconosciuta                   | 2 516                         | 1,30                          |                               | 194 160     | 0,79  |
| Paula Arias                      | Principi e Valori                           | Walter Vera                   | Sconosciuta                   | 1 507                         | 0,78                          |                               | 194 160     | 0,79  |
| Jorge Oliver                     | Principi e Valori                           | Ezequiel San Martin           | Sconosciuta                   | 197                           | 0,10                          |                               | 194 160     | 0,79  |
| Carina Bartolini                 | Principi e Valori                           | Mabel Gómez                   | Sconosciuta                   | 184                           | 0,09                          |                               | 194 160     | 0,79  |
|                                  | Movimento Liberi del Sud                    | Jesús Escobar                 | Marianella Lezama Hid         | Sinistra                      | N.D.                          | N.D.                          | 158 840     | 0,65  |
|                                  | Movimento al Socialismo                     | Manuela Castañeira            | Lucas Ruiz                    | Estrema sinistra              | N.D.                          | N.D.                          | 87 681      | 0,36  |
|                                  | Movimento Sinistra Gioventù e Dignità       | Santiago Cúneo                | Gustavo Barranco              | Estrema sinistra              | 57 754                        | 68,46                         | 84 361      | 0,34  |
| Raúl Castells                    | Movimento Sinistra Gioventù e Dignità       | Adriana Reinoso               | Estrema sinistra              | 26 607                        | 31,54                         |                               | 84 361      | 0,34  |
|                                  | Politica Lavoratrice                        | Marcelo Ramal                 | Patricia Urones               | Estrema sinistra              | N.D.                          | N.D.                          | 64 213      | 0,26  |
|                                  | Fronte Patriota Federale                    | César Biondini                | Mariel Avendaño               | Estrema destra                | N.D.                          | N.D.                          | 51 850      | 0,21  |
|                                  | Azione Locale                               | Raúl Albarracín               | Sergio Pastore                | Centro                        | N.D.                          | N.D.                          | 43 480      | 0,18  |
|                                  | Progetto Giovane                            | Mempo Giardinelli             | Bárbara Solernou              | Sinistra                      | 11 944                        | 49,14                         | 24 304      | 0,10  |
| Martín Ayerbe                    | Progetto Giovane                            | Hugo Rodríguez                | Sinistra                      | 8 829                         | 36,33                         |                               | 24 304      | 0,10  |
| Reina Xiomara Ibáñez             | Progetto Giovane                            | Gonzalo Ibarra                | Sinistra                      | 3 531                         | 14,53                         |                               | 24 304      | 0,10  |
|                                  | Fronte LiberAR                              | Ramiro Vasena                 | Aníbal Lagonegro              | Estrema-destra                | 12 990                        | 55,15                         | 23 554      | 0,10  |
| Nazareno Etchepare               | Fronte LiberAR                              | Fernando Lorenzo              | Destra                        | 7 732                         | 32,83                         |                               | 23 554      | 0,10  |
| Julio Bárbaro                    | Fronte LiberAR                              | Ramon Pucheta                 | Estrema-destra                | 2 832                         | 12,02                         |                               | 23 554      | 0,10  |
|                                  | Unione del Centro Democratico               | Andrés Passamonti             | Pamela Fernández              | Destra-liberale               | N.D.                          | N.D.                          | 12 041      | 0,05  |
|                                  |                                             |                               |                               |                               |                               |                               |             |       |
| Totale                           | Totale                                      | Totale                        | Totale                        | Totale                        | Totale                        | Totale                        | 23 269 296  | 100   |
| Schede bianche                   | Schede bianche                              | Schede bianche                | Schede bianche                | Schede bianche                | Schede bianche                | Schede bianche                | 1 356 480   | 5,51  |
| Schede nulle                     | Schede nulle                                | Schede nulle                  | Schede nulle                  | Schede nulle                  | Schede nulle                  | Schede nulle                  | 309 807     | 1,24  |
| Schede impugnate e contestate    | Schede impugnate e contestate               | Schede impugnate e contestate | Schede impugnate e contestate | Schede impugnate e contestate | Schede impugnate e contestate | Schede impugnate e contestate | 35 850      | 0,14  |
| Votanti                          | Votanti                                     | Votanti                       | Votanti                       | Votanti                       | Votanti                       | Votanti                       | 24 935 583  | 70,43 |
| Astenuti                         | Astenuti                                    | Astenuti                      | Astenuti                      | Astenuti                      | Astenuti                      | Astenuti                      | 10 469 430  | 29,57 |
| Elettori                         | Elettori                                    | Elettori                      | Elettori                      | Elettori                      | Elettori                      | Elettori                      | 35 405 013  | 100   |
| Fonte: Risultati - Elezioni PASO |                                             |                               |                               |                               |                               |                               |             |       |
| Risultati PASO per dipartimento  |                                             |                               |                               |                               |                               |                               |             |       |
|                                  |                                             |                               |                               |                               |                               |                               |             |       |

## Risultati

### Presidenziali

#### Dati globali
| Javier Milei      | Victoria Villarruel | La Libertà Avanza (LLA)                             | 8 034 990  | 29,99 | 14 554 560 | 55,65 |  |  |
| Sergio Massa      | Agustín Rossi       | Unione per la Patria (UP)                           | 9 853 492  | 36,78 | 11 598 720 | 44,35 |  |  |
| Patricia Bullrich | Luis Petri          | Insieme per il Cambiamento (JxC)                    | 6 379 023  | 23,81 |            |       |  |  |
| Juan Schiaretti   | Florencio Randazzo  | Facciamo per il Nostro Paese (HNP)                  | 1 802 068  | 6,73  |            |       |  |  |
| Myriam Bregman    | Nicolás del Caño    | Fronte di Sinistra e dei Lavoratori - Unità (FIT-U) | 722 061    | 2,70  |            |       |  |  |
| Totale            | Totale              | Totale                                              | 26 791 634 | 100   | 26 153 280 | 100   |  |  |
|                   |                     |                                                     |            |       |            |       |  |  |
| Schede bianche    | Schede bianche      | Schede bianche                                      | 415 737    | 1,50  | 417 574    | 1,55  |  |  |
| Schede nulle      | Schede nulle        | Schede nulle                                        | 451 486    | 1,63  | 450 746    | 1,67  |  |  |
| Votanti           | Votanti             | Votanti                                             | 27 658 857 | 77,14 | 27 021 600 | 76,32 |  |  |
| Elettori          | Elettori            | Elettori                                            | 35 854 122 |       | 35 405 398 |       |  |  |

| Sergio Massa      |  | 36,78% |
| Javier Milei      |  | 29,99% |
| Patricia Bullrich |  | 23,81% |
| Juan Schiaretti   |  | 6,73%  |
| Myriam Bregman    |  | 2,69%  |

| Javier Milei |  | 55,65% |
| Sergio Massa |  | 44,35% |

#### Risultati per provincia (I e II turno)
| Provincia           | Massa/Rossi (UP) | Massa/Rossi (UP) | Milei/Villarruel (LLA) | Milei/Villarruel (LLA) | Bullrich/Petri (JxC) | Bullrich/Petri (JxC) | Schiaretti/Randazzo (HNP) | Schiaretti/Randazzo (HNP) | Bregman/Del Caño (FIT) | Bregman/Del Caño (FIT) | Bianche/Nulle | Bianche/Nulle | Totale     | Totale |
| Provincia           | Voti             | %                | Voti                   | %                      | Voti                 | %                    | Voti                      | %                         | Voti                   | %                      | Voti          | %             | Voti       | %      |
| ------------------- | ---------------- | ---------------- | ---------------------- | ---------------------- | -------------------- | -------------------- | ------------------------- | ------------------------- | ---------------------- | ---------------------- | ------------- | ------------- | ---------- | ------ |
| Buenos Aires        | 4.327.441        | 42,95            | 2.593.075              | 25,73                  | 2.423.384            | 24,05                | 373.087                   | 3,70                      | 359.538                | 3,57                   | 348.389       | 3,34          | 10.424.914 | 78,61  |
| Capital Federal     | 616.182          | 32,18            | 382.488                | 19,98                  | 789.454              | 41,23                | 58.788                    | 3,07                      | 67.666                 | 3,53                   | 49.056        | 2,50          | 1.963.634  | 72,97  |
| Catamarca           | 104.322          | 42,83            | 78.017                 | 32,03                  | 41.719               | 17,13                | 15.677                    | 6,44                      | 3.841                  | 1,58                   | 20.616        | 7,80          | 264.192    | 77,42  |
| Chaco               | 313.941          | 43,67            | 200.006                | 27,82                  | 173.253              | 24,10                | 26.059                    | 3,62                      | 5.637                  | 0,78                   | 12.023        | 1,64          | 730.919    | 72,95  |
| Chubut              | 111.752          | 32,22            | 121.842                | 35,13                  | 71.343               | 20,57                | 26.722                    | 7,70                      | 15.187                 | 4,38                   | 10.193        | 2,85          | 357.039    | 74,83  |
| Córdoba             | 309.044          | 13,42            | 773.428                | 33,58                  | 521.310              | 22,63                | 667.447                   | 28,98                     | 31.922                 | 1,39                   | 37.952        | 1,62          | 2.341.103  | 75,73  |
| Corrientes          | 262.170          | 37,21            | 189.282                | 26,87                  | 226.371              | 32,13                | 19.215                    | 2,73                      | 7.464                  | 1,06                   | 17.980        | 2,49          | 722.482    | 77,40  |
| Entre Ríos          | 283.136          | 33,31            | 252.719                | 29,74                  | 255.236              | 30,03                | 45.540                    | 5,36                      | 13.248                 | 1,56                   | 49.758        | 5,53          | 899.637    | 78,16  |
| Formosa             | 189.593          | 52,31            | 105.330                | 29,06                  | 55.738               | 15,38                | 8.843                     | 2,44                      | 2.954                  | 0,81                   | 6.945         | 1,88          | 369.403    | 76,01  |
| Jujuy               | 148.103          | 32,36            | 170.966                | 37,35                  | 91.373               | 19,96                | 31.063                    | 6,79                      | 16.193                 | 3,54                   | 11.240        | 2,40          | 468.938    | 79,04  |
| La Pampa            | 80.611           | 34,86            | 77.493                 | 33,51                  | 50.640               | 21,90                | 17.195                    | 7,44                      | 5.292                  | 2,29                   | 4.319         | 1,83          | 235.550    | 78,15  |
| La Rioja            | 98.739           | 41,14            | 90.328                 | 37,63                  | 28.314               | 11,80                | 20.416                    | 8,51                      | 2.219                  | 0,92                   | 5.560         | 2,26          | 245.576    | 80,53  |
| Mendoza             | 269.326          | 24,01            | 475.272                | 42,38                  | 289.533              | 25,82                | 48.472                    | 4,32                      | 38.932                 | 3,47                   | 34.999        | 3,03          | 1.156.534  | 75,84  |
| Misiones            | 277.836          | 37,93            | 309.077                | 42,19                  | 105.384              | 14,39                | 30.036                    | 4,10                      | 10.228                 | 1,40                   | 25.033        | 3,30          | 757.594    | 76,07  |
| Neuquén             | 135.881          | 31,76            | 157.187                | 36,74                  | 87.952               | 20,56                | 25.438                    | 5,95                      | 21.356                 | 4,99                   | 19.450        | 4,35          | 447.264    | 80,33  |
| Río Negro           | 168.235          | 37,85            | 150.079                | 33,76                  | 80.591               | 18,13                | 27.782                    | 6,25                      | 17.847                 | 4,01                   | 20.523        | 4,41          | 465.057    | 77,54  |
| Salta               | 304.880          | 38,00            | 323.105                | 40,27                  | 110.702              | 13,80                | 49.587                    | 6,18                      | 14.014                 | 1,75                   | 25.419        | 3,07          | 827.707    | 75,49  |
| San Juan            | 155.794          | 33,30            | 164.117                | 35,08                  | 108.547              | 23,20                | 28.879                    | 6,17                      | 10.455                 | 2,23                   | 11.800        | 2,46          | 479.592    | 78,43  |
| San Luis            | 88.235           | 27,33            | 139.894                | 43,33                  | 67.517               | 20,91                | 20.159                    | 6,24                      | 7.055                  | 2,19                   | 9.934         | 2,99          | 332.794    | 78,69  |
| Santa Cruz          | 67.336           | 37,79            | 64.687                 | 36,30                  | 29.234               | 16,41                | 11.757                    | 6,60                      | 5.161                  | 2,90                   | 15.058        | 7,79          | 193.233    | 72,41  |
| Santa Fe            | 607.088          | 29,70            | 664.607                | 32,52                  | 549.363              | 26,88                | 184.337                   | 9,02                      | 38.550                 | 1,89                   | 44.420        | 2,13          | 2.088.365  | 73,14  |
| Santiago del Estero | 416.597          | 65,77            | 144.659                | 22,84                  | 50.749               | 8,01                 | 13.489                    | 2,13                      | 7.912                  | 1,25                   | 13.315        | 2,06          | 646.721    | 79,29  |
| Terra del Fuoco     | 40.889           | 38,20            | 36.202                 | 33,82                  | 16.043               | 14,99                | 9.767                     | 9,12                      | 4.137                  | 3,86                   | 3.363         | 3,05          | 110.401    | 74,16  |
| Tucumán             | 476.361          | 44,93            | 371.130                | 35,00                  | 155.273              | 14,64                | 42.313                    | 3,99                      | 15.253                 | 1,44                   | 34.941        | 3,19          | 1.095.271  | 82,65  |
| Totale              | 9.853.492        | 36,78            | 8.034.990              | 29,99                  | 6.379.023            | 23,81                | 1.802.068                 | 6,73                      | 722.061                | 2,69                   | 832.286       | 3,01          | 27.623.920 | 77,05  |

| Provincia           | Milei/Villarruel (LLA) | Milei/Villarruel (LLA) | Massa/Rossi (UP) | Massa/Rossi (UP) | Bianche/Nulle | Bianche/Nulle | Totale     | Totale |
| Provincia           | Voti                   | %                      | Voti             | %                | Voti          | %             | Voti       | %      |
| ------------------- | ---------------------- | ---------------------- | ---------------- | ---------------- | ------------- | ------------- | ---------- | ------ |
| Buenos Aires        | 4.801.185              | 49,24                  | 4.949.734        | 50,76            | 322.872       | 3,21          | 10.073.791 | 76,78  |
| Capital Federal     | 1.038.310              | 57,25                  | 775.356          | 42,75            | 91.959        | 4,83          | 1.905.625  | 75,42  |
| Catamarca           | 125.325                | 52,81                  | 111.994          | 47,19            | 5.930         | 2,44          | 243.249    | 71,40  |
| Chaco               | 357.106                | 49,81                  | 359.789          | 50,19            | 13.369        | 1,83          | 730.264    | 73,10  |
| Chubut              | 197.835                | 59,07                  | 137.057          | 40,93            | 15.565        | 4,44          | 350.457    | 73,85  |
| Córdoba             | 1.639.102              | 74,05                  | 574.313          | 25,95            | 84.981        | 3,70          | 2.298.396  | 75,09  |
| Corrientes          | 366.228                | 53,16                  | 322.694          | 46,84            | 16.667        | 2,36          | 705.589    | 75,85  |
| Entre Ríos          | 529.318                | 61,47                  | 331.763          | 38,53            | 28.698        | 3,23          | 889.779    | 77,76  |
| Formosa             | 154.306                | 43,27                  | 202.288          | 56,73            | 6.389         | 1,76          | 362.983    | 75,23  |
| Jujuy               | 258.754                | 58,14                  | 186.315          | 41,86            | 11.845        | 2,59          | 456.914    | 77,32  |
| La Pampa            | 126.794                | 57,28                  | 94.546           | 42,72            | 7.683         | 3,35          | 229.023    | 76,33  |
| La Rioja            | 126.357                | 53,73                  | 108.817          | 46,27            | 4.990         | 2,08          | 240.164    | 78,89  |
| Mendoza             | 784.109                | 71,17                  | 317.656          | 28,83            | 41.636        | 3,64          | 1.143.401  | 76,49  |
| Misiones            | 405.460                | 56,72                  | 309.355          | 43,28            | 14.889        | 2,04          | 729.704    | 73,74  |
| Neuquén             | 254.613                | 60,43                  | 166.700          | 39,57            | 19.041        | 4,32          | 440.354    | 79,48  |
| Río Negro           | 236.796                | 54,22                  | 199.969          | 45,78            | 17.708        | 3,90          | 454.473    | 76,26  |
| Salta               | 461.685                | 57,67                  | 338.925          | 42,33            | 18.672        | 2,28          | 819.282    | 75,04  |
| San Juan            | 277.621                | 60,71                  | 179.706          | 39,29            | 13.027        | 2,77          | 470.354    | 77,43  |
| San Luis            | 214.938                | 67,98                  | 101.232          | 32,02            | 10.593        | 3,24          | 326.763    | 77,61  |
| Santa Cruz          | 104.531                | 58,00                  | 75.706           | 42,00            | 6.014         | 3,23          | 186.251    | 70,07  |
| Santa Fe            | 1.282.012              | 62,83                  | 758.396          | 37,17            | 80.137        | 3,78          | 2.120.545  | 74,96  |
| Santiago del Estero | 198.805                | 31,49                  | 432.433          | 68,51            | 9.343         | 1,46          | 640.581    | 78,68  |
| Terra del Fuoco     | 55.975                 | 53,32                  | 48.998           | 46,68            | 4.636         | 4,23          | 109.609    | 74,07  |
| Tucumán             | 557.395                | 51,98                  | 514.978          | 48,02            | 21.676        | 1,98          | 1.094.049  | 82,91  |
| Totale              | 14.554.560             | 55,65                  | 11.598.720       | 44,35            | 868.320       | 3,21          | 27.021.600 | 76,32  |

### Congressuali

#### Camera dei deputati
| Unione per la Patria (UP)                           | 9 094 285  | 38,53 | 58  |  |  |  |
| Insieme per il Cambiamento (JxC)                    | 6 291 879  | 26,66 | 31  |  |  |  |
| La Libertà Avanza (LLA)                             | 6 255 775  | 26,50 | 35  |  |  |  |
| Facciamo per il Nostro Paese (HNP)                  | 939 918    | 3,98  | 4   |  |  |  |
| Fronte di Sinistra e dei Lavoratori - Unità (FIT-U) | 781 145    | 3,31  | 1   |  |  |  |
| Insieme siamo Río Negro (JSRN)                      | 59 044     | 0,25  | –   |  |  |  |
| Per Santa Cruz (PSC)                                | 53 181     | 0,23  | 1   |  |  |  |
| Altri (<0,25%)                                      | 127 839    | 0,54  | –   |  |  |  |
| Totale                                              | 23 603 066 | 100   | 130 |  |  |  |
|                                                     |            |       |     |  |  |  |
| Schede bianche                                      | 2 516 304  | 9,54  |     |  |  |  |
| Schede nulle                                        | 243 993    | 0,93  |     |  |  |  |
| Votanti                                             | 26 363 363 | 75,54 |     |  |  |  |
| Elettori                                            | 34 898 212 |       |     |  |  |  |

| Riepilogo dei voti (+/- elezioni 2021)      | Riepilogo dei voti (+/- elezioni 2021)      | Riepilogo dei voti (+/- elezioni 2021)      | Riepilogo dei voti (+/- elezioni 2021) | Riepilogo dei voti (+/- elezioni 2021) | Riepilogo dei voti (+/- elezioni 2021) |  |
| ------------------------------------------- | ------------------------------------------- | ------------------------------------------- | -------------------------------------- | -------------------------------------- | -------------------------------------- |  |
| Unione per la Patria                        | Unione per la Patria                        | Unione per la Patria                        |                                        |                                        | 38,53%                                 |  |
| Insieme per il Cambiamento                  | Insieme per il Cambiamento                  | Insieme per il Cambiamento                  |                                        |                                        | 26,66%                                 |  |
| La Libertà Avanza                           | La Libertà Avanza                           | La Libertà Avanza                           |                                        |                                        | 26,50%                                 |  |
| Facciamo per il Nostro Paese                | Facciamo per il Nostro Paese                | Facciamo per il Nostro Paese                |                                        |                                        | 3,98%                                  |  |
| Fronte di Sinistra e dei Lavoratori - Unità | Fronte di Sinistra e dei Lavoratori - Unità | Fronte di Sinistra e dei Lavoratori - Unità |                                        |                                        | 3,31%                                  |  |
| Altri                                       | Altri                                       | Altri                                       |                                        |                                        | 1,02%                                  |  |
| Riepilogo dei seggi (+/- elezioni 2021)     |                                             |                                             |                                        |                                        |                                        |  |
|                                             |                                             |                                             |                                        |                                        |                                        |  |
| FIT-U                                       | 1                                           |                                             |                                        | UP                                     | 58                                     |  |
| HNP                                         | 4                                           |                                             |                                        | NE                                     | 127                                    |  |
| ALT                                         | 1                                           |                                             |                                        | JxC                                    | 31                                     |  |
| LLA                                         | 35                                          |                                             |                                        |                                        |                                        |  |

#### Senato
| Unione per la Patria (UP)                           | 4 951 390  | 43,65 | 12 |  |  |  |
| La Libertà Avanza (LLA)                             | 2 941 289  | 25,93 | 8  |  |  |  |
| Insieme per il Cambiamento (JxC)                    | 2 904 926  | 25,61 | 2  |  |  |  |
| Fronte di Sinistra e dei Lavoratori - Unità (FIT-U) | 429 269    | 3,78  | –  |  |  |  |
| Per Santa Cruz (PSC)                                | 56 188     | 0,50  | 2  |  |  |  |
| Facciamo per il Nostro Paese (HNP)                  | 33 712     | 0,30  | –  |  |  |  |
| Partito Agrario e Sociale (PAyS)                    | 25 550     | 0,23  | –  |  |  |  |
| Totale                                              | 11 342 324 | 100   | 24 |  |  |  |
|                                                     |            |       |    |  |  |  |
| Schede bianche                                      | 1 466 055  | 11,36 |    |  |  |  |
| Schede nulle                                        | 98 516     | 0,76  |    |  |  |  |
| Votanti                                             | 12 906 895 | 78,29 |    |  |  |  |
| Elettori                                            | 16 486 275 |       |    |  |  |  |

| Riepilogo dei voti (+/- elezioni 2021)      | Riepilogo dei voti (+/- elezioni 2021)      | Riepilogo dei voti (+/- elezioni 2021)      | Riepilogo dei voti (+/- elezioni 2021) | Riepilogo dei voti (+/- elezioni 2021) | Riepilogo dei voti (+/- elezioni 2021) |  |
| ------------------------------------------- | ------------------------------------------- | ------------------------------------------- | -------------------------------------- | -------------------------------------- | -------------------------------------- |  |
| Unione per la Patria                        | Unione per la Patria                        | Unione per la Patria                        |                                        |                                        | 43,65%                                 |  |
| La Libertà Avanza                           | La Libertà Avanza                           | La Libertà Avanza                           |                                        |                                        | 25,93%                                 |  |
| Insieme per il Cambiamento                  | Insieme per il Cambiamento                  | Insieme per il Cambiamento                  |                                        |                                        | 25,61%                                 |  |
| Fronte di Sinistra e dei Lavoratori - Unità | Fronte di Sinistra e dei Lavoratori - Unità | Fronte di Sinistra e dei Lavoratori - Unità |                                        |                                        | 3,78%                                  |  |
| Altri                                       | Altri                                       | Altri                                       |                                        |                                        | 1,03%                                  |  |
| Riepilogo dei seggi (+/- elezioni 2021)     |                                             |                                             |                                        |                                        |                                        |  |
|                                             |                                             |                                             |                                        |                                        |                                        |  |
| FIT-U                                       | 0                                           |                                             |                                        | UP                                     | 12                                     |  |
| NE                                          | 48                                          |                                             |                                        | ALT                                    | 2                                      |  |
| JxC                                         | 2                                           |                                             |                                        | LLA                                    | 8                                      |  |